# Рівні біологічної безпеки
Рівні біологічної безпеки (англ. Biosafety level / Pathogen/Protection level) — набір заходів безпеки для біологічного захисту, необхідних для ізоляції небезпечних біологічних агентів у закритому лабораторному приміщенні. Рівень мікроорганізмів і патогенів варіюється від найнижчого рівня біологічної безпеки 1 до найвищого рівня 4. У Сполучених Штатах Америки Центри контролю та профілактики захворювань (CDC) існують саме такі рівні. В Європейському Союзі ті ж рівні біологічної безпеки визначені у відповідній директиві. З позначеннями як P1 — P4 існують посилання як для рівнів збудників, так і рівнів біологічного захисту. Рівням біологічної безпеки відповідають бокси біологічної безпеки, в яких проводиться робота з відповідними біологічними агентами.
На найнижчому рівні біологічної безпеки запобіжні заходи можуть полягати в регулярному митті рук та використанні мінімальних захисних засобів. На вищих рівнях біологічної безпеки запобіжні заходи можуть включати системи повітряного потоку, декілька приміщень для зберігання, герметичні контейнери, захисні костюми персоналу з позитивним тиском, встановлені протоколи всіх процедур, широке навчання персоналу та високий рівень безпеки для контролю доступу до об'єкта.

## Історичні відомості
Перший дослідний зразок кабінету біологічної безпеки був виготовлений у 1943 році Губертом Кемпфом-молодшим.

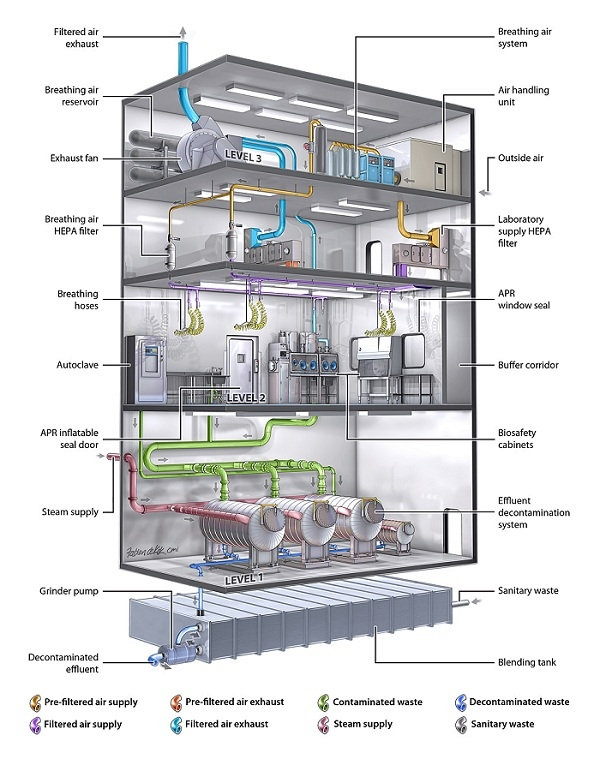
Основні особливості лабораторії біологічної безпеки 4 рівня в інституті Національних інститутів охорони здоров'я, Міністерство охорони здоров'я та соціальних служб США)

## Рівень біобезпеки 1
Підходить для роботи із засобами, які не спричинюють захворювання у здорової людини. Загалом, ці агенти становлять мінімальну потенційну небезпеку для персоналу лабораторії та довкілля. На цьому рівні запобіжні заходи незначні, не такі, як на інших рівнях. Персонал лабораторії має мити руки при вході в лабораторію та виході з неї. Дослідження з агентами цього рівню можуть проводитися на стандартних відкритих лабораторних столах без використання спеціального захисного обладнання. Однак вживання їжі та пиття, як правило, заборонені в лабораторіях цього рівня. Потенційно заразний матеріал після дослідження слід знезаражувати, додаючи хімічний засіб, як-от хлорне вапно або ізопропанол, чи упакувати для знезараження в інших місцях. Індивідуальні захисні засоби потрібні лише у випадках, коли персонал може виявити серед досліджених небезпечні матеріали. Лабораторії цього рівня повинні бути двері, які можна заблокувати, щоб обмежити доступ до лабораторії. Однак ці лабораторії не потребують ізоляції від загальної будівлі. Цей рівень біобезпеки підходить для роботи з кількома видами мікроорганізмів, включаючи непатогенні штами кишкової палички та стафілокока, Bacillus subtilis, Saccharomyces cerevisiae та інших, які не спричинюють захворювання у людини.

## Рівень біобезпеки 2
На цьому рівні дотримуються всіх заходів безпеки, що застосовуються на 1-му рівні, та вживаються деякі додаткові заходи безпеки:
- персонал лабораторії проходить спеціальну підготовку з поводження з патогенними агентами та контролюється науковцями з підвищення кваліфікації;
- доступ до лабораторії обмежений під час роботи;
- запобіжні заходи вживаються стосовно забруднених гострих предметів;
- певні процедури, в яких можуть утворюватися інфекційні аерозолі або бризки, проводяться в кабінетах біологічної безпеки у захисному обладнанні.

Рівень біологічної безпеки 2 підходить для роботи з агентами середньої потенційної небезпеки для персоналу та довкілля. Зокрема це віруси гепатитів, вірус імунодефіциту людини (ВІЛ), патогенні штами кишкової палички та стафілокока, сальмонели, збудники тропічної малярії і токсоплазмозу.

## Рівень біобезпеки 3
Підходить для роботи з мікроорганізмами, які можуть спричинити серйозні та потенційно летальні захворювання в результаті зараження через повітря. Цей рівень біобезпеки можна використовувати в клінічних, діагностичних, навчальних, науково-дослідних або виробничих установах. Тут дотримуються запобіжних заходів, що використовуються на рівнях біобезпеки 1 та 2, а також додаткові заходи:
- Усім співробітникам надається медичне спостереження та пропонуються відповідні вакцини (якщо вони доступні) для зменшення ризику випадкового зараження.
- Усі процедури, що стосуються інфекційного матеріалу, повинні здійснюватися в боксі біологічної безпеки.
- Персонал лабораторії повинен носити захисний одяг — виключно халати, які зав'язуються ззаду. Їх не можна носити поза лабораторією, а слід викидати або знезаражувати після кожного використання.
- Створюється специфічний для лабораторії посібник з біобезпеки, в якому детально описується, як працюватиме лабораторія відповідно до всіх вимог біологічної безпеки.

Крім того, установа, в якій розміщена лабораторія цього рівню біобезпеки, повинна мати певні особливості, щоб забезпечити відповідні застороги. Вхід до лабораторії повинен бути відокремлений від тих ділянок будівлі, де є необмежений поток людського руху. Крім того, лабораторія повинна знаходитися за двома дверями, що здатні закритися самі, аби зменшити ризик виходу аерозолів. Конструкція лабораторії така, що її легко можна очистити. Килими заборонені, а шви підлог, стін і стелі загерметизовані, що дозволяє легко чистити та знезаражувати. Крім того, вікна повинні бути герметичні й встановлена вентиляційна система, яка змушує повітря надходити з «чистих» ділянок лабораторії в райони, де працюють зі збудниками інфекційних хвороб. Повітря з лабораторії повинно бути відфільтровано, перш ніж воно зможе повернутися у довкілля.

## Рівень біобезпеки 4
Рівень біобезпеки 4 є найвищим рівнем запобіжних заходів з біологічної безпеки і необхідний для роботи з агентами, які можуть легко передаватися в аерозолі в лабораторії, спричиняти тяжкі та смертельні захворювання у людей, для яких немає доступних вакцин і засобів лікування. Матеріали, що виходять з лабораторії цього класу, необхідно знезаражувати, пропускаючи через автоклав або бак з дезінфікуючим засобом. Самі шафи лабораторій повинні мати безшовні краї, що дозволяє їх легко чистити. Крім того, шафа та всі матеріали, що знаходяться всередині, не повинні мати гострих країв, щоб зменшити ризик пошкодження рукавичок. У лабораторії усі роботи повинні виконуватися персоналом, одягненим у костюми із позитивним тиском. Для того, щоб вийти з лабораторії цього рівня біобезпеки, персонал повинен пройти хімічний душ для знезараження, потім приміщення для зняття костюма з позитивним тиском, а потім прийняти особистий водний душ. Вхід у лабораторію цього рівня дозволяється лише підготовленим до роботи в ній працівникам, і всі ті, які входять і виходять із лабораторії, мають бути зареєстровані. Повітряний потік жорстко контролюється, аби забезпечити, щоб повітря завжди надходило з «чистих» ділянок лабораторії в ті, де проводиться робота з інфекційними агентами. На вході в лабораторію цього рівня біобезпеки повинні використовуватися шлюзи, щоб мінімізувати можливість того, що аерозолі з лабораторії можуть потрапити у довкілля. Усі лабораторні відходи, включаючи відфільтроване повітря, воду та сміття, також повинні бути знезаражені.
Список агентів, що здатні уражати людей, і дослідження яких відбувається виключно в лабораторіях 4-го рівня біобезпеки:
- Абрус — токсичний білок рослини Абрус молитовний.
- Argentinian mammarenavirus — збудник аргентинської геморагічної гарячки.
- Bacillus anthracis — збудник сибірки.
- Bacillus cereus біовар anthracis.
- Ботулотоксин — головний чинник ботулізму.
- Ботулінічний нейротоксин, який продукують інші види роду Clostridium.
- Brazilian mammarenavirus — збудник бразильської геморагічної гарячки.
- Бруцели — ті види, що здатні спричинити у людини бруцельоз.
- Burkholderia mallei — збудник сапу.
- Burkholderia pseudomallei — збудник меліоїдозу.
- Вірус венесуельського енцефаломієліту
- Вірус віспи мавп.
- Вірус гарячки Рифт Валлі.
- Вірус Марбург — збудник хвороби, яку спричинює вірус Марбург.
- Вірус натуральної віспи.
- Вірус Ніпа — збудник відповідної хвороби.
- Вірус східного енцефаломієліту коней.
- Віруси пташиного грипу
- Guanarito mammarenavirus — збудник венесуельської геморагічної гарячки.
- Діацетоксискірпенол — мікотоксин.
- Ebolavirus і Zaire ebolavirus — збудники хвороби, які спричинює вірус Ебола.
- Конотоксин — отрута молюсків родини Conidae.
- Coxiella burnetii — збудник Ку-гарячки.
- Crimean-Congo hemorrhagic fever orthonairovirus — збудник геморагічної гарячки Крим-Конго
- Lassa mammarenavirus — збудник гарячки Ласса.
- Lujo mammarenavirus — другий патогенний для людей аренавірус з Африканського континенту після збудника гарячки Ласса, який спричинив невеликі спалахи в Замбії та Південно-Африканській республіці.
- Machupo mammarenavirus — збудник болівійської геморагічної гарячки.
- Rickettsia prowazekii — збудник епідемічного висипного тифу.
- Рицин — білковий токсин рослинного походження.
- Сакситоксин — нейротоксин, який продукують певні види морських динофлагелятів і ціанобактерій.
- SARS-CoV — збудник тяжкого гострого респіраторного синдрому.
- SARS-CoV-2 — збудник коронавірусної хвороби 2019.
- Стафілококовий токсин субтипів A—E.
- Т-2 мікотоксин — надзвичайно токсичний тріхотеценовий мікотоксин, що продукується при метаболізмі цвілевих грибів роду фузаріум.
- Тетродотоксин — сильна отрута нейропаралітичної дії, велика кількість якої міститься в рибах з ряду Скелезубоподібні.
- Flavivirus — рід вірусів з родини Flaviviridae, предтавники якого спричинюють багато небезпечних хвороб (гарячка Західного Нілу, кліщовий енцефаліт, жовта гарячка, хвороба К'ясанурського лісу тощо).
- Francisella tularensis — збудник туляремії.
- Гендра вірус — збудник однойменної хвороби.
- Chapare mammarenavirus — збудник Чапарської геморагічної гарячки у Болівії.
- Чумна паличка — збудник чуми.

Цей рівень має використовуватися для роботи зі зниклим у природі збудником натуральної віспи, але ця робота за міжнародною згодою виконується лише у двох центрах у світі: Центрах з контролю та профілактики захворювань в Атланті (США) та Державному дослідницькому центрі вірусології та біотехнології в Кольцово (Росія).
У лабораторіях цього рівня біобезпеки досліджуються також усі мікроорганізми, що здатні спричинити тяжкі ураження у тварин з численними смертельними випадками. 
Усі зразки, що отримані з космічних об'єктів V категорії, теж досліджуються в лабораторіях цього рівня біобезпеки.